# Тршка Гора
Тршка Гора (словен. Trška Gora) — поселення в общині Ново Место, регіон Південно-Східна Словенія, Словенія. Висота над рівнем моря: 365,1 м.